# Muhammad ibn Abd al-Wahhab
Muhammad ibn Abd al Wahhab ("den Givmildes, det vill säga Guds, tjänare"), född 1703 i Al-Uyaynah, Nejd, död 1792 i Diriyah i Nejd i nuvarande Saudiarabien, är grundare av den reformrörelse som efter honom kallas wahhabism.

## Studier
Muhammad ibn Abd al Wahhab uppfostrades i Ahmad bin Hanbals rit, den strängaste av de fyra ortodoxa islamiska skolformerna. Han studerade i sin ungdom huvudsakligen i Damaskus.
Han kom i beröring med den hanbalitiska riktning som grundlagts av Taqi al-Din Ibn Taymiyya. Denne som var en betydande religiös och etisk personlighet (död 1328 i Damaskus) hade med flammande iver uppträtt som reformator av islams många företeelser som blandats in från andra religioner och som vunnit allmänt erkännande även inom de ortodoxa skolorna.
Islams historiska utveckling är betingad av tre faktorer, nämligen koranen, sunna och ijma, det vill säga konsensus bland de teologiska auktoriteterna. Bland dessa hade ijma emellertid blivit formen för en synnerligen vittgående religionsblandning genom vilken allsköns religiösa åskådningar, seder och bruk upptagits och införlivats med profeten Muhammed religion under anpassning till omgivande religionsformer.
Ibn Taymiyyas reformation gick ut på att avskära den av ijma betingade utvecklingen och återinsätta koranen och Muhammeds sunna som ensam norm för det religiösa livet.
Muhammad ibn Abd al Wahhab blev hans konsekventaste och mest betydande lärjunge. Han förkastade radikalt ijma och alla under dess auktoritet införda nyheter och yrkade på sträng och bokstavlig efterföljd av koranen och sunna. Han bekämpade den upphöjelse över det mänskligas sfär som under kristet inflytande kommit profetens person till del långt in i de ortodoxa sunniternas läger.
Lika avvisande ställde han sig mot shiiternas delvis gnostiskt betingade överskattning av Ali, Hasan och Husayn. Han gjorde detta för att i hela dess stränghet hävda det islamska monoteistiska gudsbegreppet. Han skrev en bok om monoteism, Kitab al-Tawhid. Den består av ett flertal kortare kapitel som förklarar monoteismen med bevis från koranen och den autentiska sunna.
Han förkastade helt de fyra ortodoxa rättsskolorna. Han vände ett flammande hat mot en mängd populära seder och bruk, som i strid mot koranen och sunna sanktionerats av ijma, till exempel den i islam ytterst allmänna helgondyrkan, processioner kring profetens och heliga mäns gravar, bruket av radbandet och så vidare.
Även i rent yttre ting skulle en återgång till profetens enkla religion äga rum genom att han förbjöd all lyx i klädedräkt, njutning av rusdrycker, hasch och tobak, hasardspel och all vällevnad. Var och en som ej åtlydde hans bud skulle betraktas som avfälling och dödas.

## Religiöst agiterande och allians med Muhammed ibn Saud
Muhammad ibn Abd al-Wahhab begav sig till Basra för att sprida sin religiösa lära bland shiiterna där, men blev istället utkastad. Efter att hans far dött 1740 startade han en religiös kampanj där gravstenar och moskéer byggda över gravar av heliga män förstördes. Han fick även uppmärksamhet då han ordnade så att en kvinna blev stenad på grund av otrohet.
Detta ledde till att hans eget liv sattes i fara och han begav sig till Diriyah, huvudstaden i Nejd, som styrdes av Muhammed ibn Saud. Med denne ingick han en allians som gick ut på att införa ibn Abd al Wahhabs lära i de områden som ibn Saud erövrade. Alliansen bekräftades genom att Muhammed ibn Saud gifte sig med Muhammad ibn Abd al Wahhabs dotter. Genom denna allians kom Abd al Wahhabs lära att få politisk betydelse och tillsammans startade de 1744 en militant wahhabitisk reformrörelse i arabvärlden.
Anhängarna av Muhammad ibn Abd al Wahhabs lära, wahhabiterna, gör för sig ensamma anspråk på att vara de rätta muwahhidun ("bekännare av Guds enhet") och betraktar alla andra muslimer med koranens ord som musrikun ("sådana som sätta andra väsen vid Guds sida").

## Ätten Wahhab
Efter Muhammad ibn Abdul Wahhabs (även känd som ”Schejk Muhammed”) död kallades hans ättlingar "Al al-Schejk", "av Schejks ätt", som har bevarat sin separata identitet in i våra dagar. Medlemmar av ätten är ingifta i huset al-Saud. De intar en framträdande roll inom ulama (de religiösa lärde som styr och reglerar det religiösa livet i landet) och är mäktigast i ministerrådet näst efter kungafamiljen al-Saud själv och har viktiga ledande poster inom polisen och de väpnade styrkorna.